# Ольшанка (Кирсановский район)
Ольшанка — село в Кирсановском районе Тамбовской области России. Входит в состав Соколовского сельсовета.

## География
Село находится в восточной части Тамбовской области, в лесостепной зоне, в пределах Окско-Донской равнины, на левом берегу реки Ольшанки, на расстоянии примерно 35 километров (по прямой) к северо-западу от города Кирсанова, административного центра района.
Часовой пояс
Село Ольшанка, как и вся Тамбовская область, находится в часовой зоне МСК (московское время). Смещение применяемого времени относительно UTC составляет +3:00.

## Население
| 2010 |
| ---- |
| 78   |

Половой состав
По данным Всероссийской переписи населения 2010 года в гендерной структуре населения мужчины составляли 42,3 %, женщины — соответственно 57,7 %.
Национальный состав
Согласно результатам переписи 2002 года, в национальной структуре населения русские составляли 99 % из 107 чел.

## Улицы
Уличная сеть села состоит из двух улиц.